# Tasserkidrilus acapillatus
Tasserkidrilus acapillatus is een ringworm uit de familie van de Naididae. De wetenschappelijke naam van de soort is voor het eerst geldig gepubliceerd in 1972 door Finogenova.